# 李一瀚
李一瀚（1505年—1567年），字源甫，號景山，浙江台州府仙居縣人，民籍，明朝政治人物。

## 生平
嘉靖七年（1528年）戊子科浙江鄉試第八十六名舉人，十七年（1538年）中式戊戌科會試第六十四名，三甲第一百六十四名進士。授安福縣知縣，二十九年選授江西道試監察御史，三十年三月實授，三十一年巡按山西，三十三年三月升江西按察司僉事，升山東布政使司參議、山西按察司副使、陝西布政使司參政，四十四年二月升陝西按察使，升山東右布政使，四十五年七月升應天府府尹，十一月升都察院左副都御史、協管都察院事，隆慶元年（1567年）二月因病告歸，同年去世。

## 家族
曾祖李良平；祖父李震；父李鑺，母彭氏。具慶下。兄李一灌、李一浙、李一潮，弟李一沛。